# ストックホルム県

ストックホルム県
Stockholms län

ストックホルム県（ストックホルムけん、Stockholms län）は、スウェーデンの県の一つで、略号はAB。県庁所在地は首都でもあるストックホルム市（Stockholm）。スウェーデンの政治的中心地。県の面積は6,519 km2で、2019年12月31日現在の人口は国内最大の237万7081人（スウェーデン統計局調べ）。スウェーデン国内で最も都市化の進んだ県でもある。ストックホルム県はスウェーデン第3の湖メーラレン湖の東側を囲むように位置し、そのバルト海への出口ともなっている。県内のバルト海海上にある群島はヴェストラ・イェータランド県やブレーキンゲ県にある群島と並んで、その美しさが有名である。夏の休暇ともなると、群島には全国からその美しさを目当てに、数週間単位でコテージを借りる観光客が押し寄せる。
産業的にはサービス関連産業の県内産業占める割合が85パーセントと全国平均の65パーセントを大きく上回っている。製造業では、エリクソン、IBMスウェーデン、アルファ・ラヴァル（Alfa Laval）等の大企業が県内に各地に拠点（必ずしも本社ではない）を置いている。医薬品業界の最大手アストラ・ゼネカも県内に拠点を設けている。首都を抱える県という性格上、中央政府の関係機関が多く、そこに勤める就業者の割合も他県に比べて高くなっている。カール16世グスタフ国王が公式行事を行うストックホルム宮殿もストックホルム市中心部の旧市街（ガムラスタン）に位置する。県内には国内線を中心とした便の発着があるストックホルム・ブロンマ空港がある。この飛行場は市内中心部からバスで30分前後の近さにあるので、国内のビジネス客や旅行者に頻繁に利用される。
最近では中近東・アジア・中南米からの移民が県内の特定の地域に特に独自のコミュニティーを形成している（形成せざるを得ない）状況がスウェーデン社会への統合という点から問題になっている。特に県内のスンドビーバーリ（Sundbyberg）市リンケビー地区（Rinkeby）やボートシルカ（Botkyrka）市などでは、移民と地元住民との生活上の摩擦、移民の住環境の悪化、移民の就職難が大きな問題となっている。

## 市

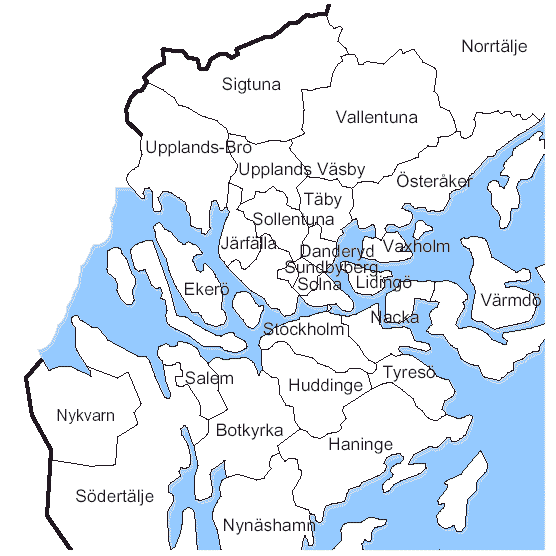
ストックホルム県下の市の位置

ストックホルム県下には26の市がある。（スウェーデン語のアルファベット順）
- ボートシルカ (Botkyrka)
- ダンデリード (Danderyd)
- エーケレー (Ekerö)
- ハーニンゲ (Haninge)
- フーディンゲ (Huddinge)
- ヤルフェッラ (Järfälla)
- リーディンゲー (Lidingö)
- ナッカ (Nacka)
- ノルテリエ (Norrtälje)
- ニークヴァーン (Nykvarn)
- ニーネスハムン (Nynäshamn)
- サーレム (Salem)
- シグトゥーナ（英語版）(Sigtuna)
- ソーレントゥーナ (Sollentuna)
- ソルナ (Solna)
- ストックホルム (Stockholm)
- スンドビーベリ (Sundbyberg)
- セーデルテリエ (Södertälje)
- ティーレソー (Tyresö)
- テービー (Täby)
- ウップランズ・ブロー (Upplands-Bro)
- ウップランズ・ヴェスビー (Upplands-Väsby)
- ヴァッレントゥーナ (Vallentuna)
- ヴァックスホルム (Vaxholm)
- ヴァルムドー (Värmdö)
- エステルローケル (Österåker)